# Старокозаче (пункт контролю)
46°20′7″ пн. ш. 29°58′45″ сх. д. / 46.33528° пн. ш. 29.97917° сх. д.
Старокоза́че — пункт пропуску через державний кордон України на кордоні з Молдовою.
Розташований в Одеській області, Білгород-Дністровський район, неподалік від села Старокозаче на автошляху Р72. Із молдовського боку розташований пункт пропуску «Тудора» неподалік від однойменного села Штефан-Водського району, на автошляху R30 у напрямку Штефан-Воде.
Вид пункту пропуску — автомобільний. Статус пункту пропуску — міжнародний.
Характер перевезень — пасажирський та вантажний.
Окрім радіологічного, митного та прикордонного контролю, пункт пропуску «Старокозаче» може здійснювати санітарний, фітосанітарний, ветеринарний, екологічний та контроль Служби міжнародних автомобільних перевезень.
Пункт пропуску «Старокозаче» входить до складу митного посту «Білгород-Дністровський» Південної митниці. Код пункту контролю — 50008 22 00 (11).

## Галерея

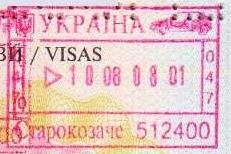
Штамп міжнародного пункту пропуску "Старокозаче"

.